# 6e étape du Tour de France 1996
Pour un article plus général, voir Tour de France 1996.
La 6e étape du Tour de France 1996 a eu lieu le 5 juillet 1996 entre la ville de Arc-et-Senans et celle de Aix-les-Bains sur une distance de 207 km. Elle a été remportée le Néerlandais Michael Boogerd (Rabobank) qui devance d'une seconde le peloton. Ce dernier est réglé par l'Allemand Erik Zabel (Deutsche Telekom) devant le Français Laurent Jalabert (ONCE). Arrivé au sein du peloton, Stéphane Heulot (Gan) conserve la tête du classement général et le maillot jaune à l'issue de l'étape.

## Déroulement

### Points distribués
| Sprint intermédiaire Le Pasquier (km 31.5) | Sprint intermédiaire Le Pasquier (km 31.5) | Sprint intermédiaire Le Pasquier (km 31.5) | Sprint intermédiaire Le Pasquier (km 31.5) | Sprint intermédiaire Le Pasquier (km 31.5) |
| ------------------------------------------ | ------------------------------------------ | ------------------------------------------ | ------------------------------------------ | ------------------------------------------ |
|                                            | Coureur                                    | Pays                                       | Équipe                                     | Point(s)                                   |
| 1er                                        | Frédéric Moncassin                         | France                                     | Gan                                        | 6                                          |
| 2e                                         | Mario Traversoni                           | Italie                                     | Carrera Jeans                              | 4                                          |
| 3e                                         | Djamolidine Abdoujaparov                   | Ouzbékistan                                | Refin-Mobilvetta                           | 2                                          |
| modifier                                   |                                            |                                            |                                            |                                            |

| Sprint intermédiaire Pont du Navoy (km 45) | Sprint intermédiaire Pont du Navoy (km 45) | Sprint intermédiaire Pont du Navoy (km 45) | Sprint intermédiaire Pont du Navoy (km 45) | Sprint intermédiaire Pont du Navoy (km 45) |
| ------------------------------------------ | ------------------------------------------ | ------------------------------------------ | ------------------------------------------ | ------------------------------------------ |
|                                            | Coureur                                    | Pays                                       | Équipe                                     | Point(s)                                   |
| 1er                                        | Frédéric Moncassin                         | France                                     | Gan                                        | 6                                          |
| 2e                                         | Mario Traversoni                           | Italie                                     | Carrera Jeans                              | 4                                          |
| 3e                                         | François Simon                             | France                                     | Gan                                        | 2                                          |
| modifier                                   |                                            |                                            |                                            |                                            |

| Sprint intermédiaire Rumilly (km 183) | Sprint intermédiaire Rumilly (km 183) | Sprint intermédiaire Rumilly (km 183) | Sprint intermédiaire Rumilly (km 183) | Sprint intermédiaire Rumilly (km 183) |
| ------------------------------------- | ------------------------------------- | ------------------------------------- | ------------------------------------- | ------------------------------------- |
|                                       | Coureur                               | Pays                                  | Équipe                                | Point(s)                              |
| 1er                                   | Laurent Jalabert                      | France                                | ONCE                                  | 6                                     |
| 2e                                    | Erik Zabel                            | Allemagne                             | Deutsche Telekom                      | 4                                     |
| 3e                                    | Melchor Mauri                         | Espagne                               | ONCE                                  | 2                                     |
| modifier                              |                                       |                                       |                                       |                                       |

| Arrivée d'étape Aix-les-Bains (km 207) | Arrivée d'étape Aix-les-Bains (km 207) | Arrivée d'étape Aix-les-Bains (km 207) | Arrivée d'étape Aix-les-Bains (km 207) | Arrivée d'étape Aix-les-Bains (km 207) |
| -------------------------------------- | -------------------------------------- | -------------------------------------- | -------------------------------------- | -------------------------------------- |
|                                        | Coureur                                | Pays                                   | Équipe                                 | Point(s)                               |
| 1er                                    | Michael Boogerd                        | Pays-Bas                               | Rabobank                               | 35                                     |
| 2e                                     | Erik Zabel                             | Allemagne                              | Deutsche Telekom                       | 30                                     |
| 3e                                     | Laurent Jalabert                       | France                                 | ONCE                                   | 26                                     |
| 4e                                     | Andrei Tchmil                          | Ukraine                                | Lotto-Isoglass                         | 24                                     |
| 5e                                     | Fabio Baldato                          | Italie                                 | MG Boys Maglificio-Technogym           | 22                                     |
| 6e                                     | Jesper Skibby                          | Danemark                               | TVM-Farm Frites                        | 20                                     |
| 7e                                     | Andrea Tafi                            | Italie                                 | Mapei-GB                               | 19                                     |
| 8e                                     | Rolf Sørensen                          | Danemark                               | Rabobank                               | 18                                     |
| 9e                                     | Paolo Fornaciari                       | Italie                                 | Saeco-Estro-AS Juvenes San Marino      | 17                                     |
| 10e                                    | Zbigniew Spruch                        | Pologne                                | Panaria-Vinavil                        | 16                                     |
| modifier                               |                                        |                                        |                                        |                                        |

| Côte de Pont d'Héry (km 41) 4e catégorie | Côte de Pont d'Héry (km 41) 4e catégorie | Côte de Pont d'Héry (km 41) 4e catégorie | Côte de Pont d'Héry (km 41) 4e catégorie | Côte de Pont d'Héry (km 41) 4e catégorie |
| ---------------------------------------- | ---------------------------------------- | ---------------------------------------- | ---------------------------------------- | ---------------------------------------- |
|                                          | Coureur                                  | Pays                                     | Équipe                                   | Point(s)                                 |
| 1er                                      | Mariano Piccoli                          | Italie                                   | Carrera Jeans                            | 5                                        |
| 2e                                       | Pascal Richard                           | Suisse                                   | MG Boys Maglificio-Technogym             | 3                                        |
| 3e                                       | Richard Virenque                         | France                                   | Festina-Lotus                            | 1                                        |
| modifier                                 |                                          |                                          |                                          |                                          |

| Côte de Châtel de Joux (km 77) 4e catégorie | Côte de Châtel de Joux (km 77) 4e catégorie | Côte de Châtel de Joux (km 77) 4e catégorie | Côte de Châtel de Joux (km 77) 4e catégorie | Côte de Châtel de Joux (km 77) 4e catégorie |
| ------------------------------------------- | ------------------------------------------- | ------------------------------------------- | ------------------------------------------- | ------------------------------------------- |
|                                             | Coureur                                     | Pays                                        | Équipe                                      | Point(s)                                    |
| 1er                                         | Marco Saligari                              | Italie                                      | MG Boys Maglificio-Technogym                | 5                                           |
| 2e                                          | Léon van Bon                                | Pays-Bas                                    | Rabobank                                    | 3                                           |
| 3e                                          | Djamolidine Abdoujaparov                    | Ouzbékistan                                 | Refin-Mobilvetta                            | 1                                           |
| modifier                                    |                                             |                                             |                                             |                                             |

| Col de la Croix de la Serra (km 118) 2e catégorie | Col de la Croix de la Serra (km 118) 2e catégorie | Col de la Croix de la Serra (km 118) 2e catégorie | Col de la Croix de la Serra (km 118) 2e catégorie | Col de la Croix de la Serra (km 118) 2e catégorie |
| ------------------------------------------------- | ------------------------------------------------- | ------------------------------------------------- | ------------------------------------------------- | ------------------------------------------------- |
|                                                   | Coureur                                           | Pays                                              | Équipe                                            | Point(s)                                          |
| 1er                                               | Léon van Bon                                      | Pays-Bas                                          | Rabobank                                          | 20                                                |
| 2e                                                | Marco Saligari                                    | Italie                                            | MG Boys Maglificio-Technogym                      | 15                                                |
| 3e                                                | Andrea Ferrigato                                  | Italie                                            | Roslotto-ZG Mobili                                | 12                                                |
| 4e                                                | Djamolidine Abdoujaparov                          | Ouzbékistan                                       | Refin-Mobilvetta                                  | 10                                                |
| 5e                                                | Richard Virenque                                  | France                                            | Festina-Lotus                                     | 8                                                 |
| 6e                                                | Mariano Piccoli                                   | Italie                                            | Carrera Jeans                                     | 6                                                 |
| 7e                                                | Marco Della Vedova                                | Italie                                            | Brescialat-Verynet                                | 4                                                 |
| 8e                                                | Didier Rous                                       | France                                            | Gan                                               | 3                                                 |
| 9e                                                | Patrick Jonker                                    | Australie                                         | ONCE                                              | 2                                                 |
| 10e                                               | Tony Rominger                                     | Suisse                                            | Mapei-GB                                          | 1                                                 |
| modifier                                          |                                                   |                                                   |                                                   |                                                   |

| Côte de Fiolaz (km 152.5) 4e catégorie | Côte de Fiolaz (km 152.5) 4e catégorie | Côte de Fiolaz (km 152.5) 4e catégorie | Côte de Fiolaz (km 152.5) 4e catégorie | Côte de Fiolaz (km 152.5) 4e catégorie |
| -------------------------------------- | -------------------------------------- | -------------------------------------- | -------------------------------------- | -------------------------------------- |
|                                        | Coureur                                | Pays                                   | Équipe                                 | Point(s)                               |
| 1er                                    | Léon van Bon                           | Pays-Bas                               | Rabobank                               | 5                                      |
| 2e                                     | Marco Saligari                         | Italie                                 | MG Boys Maglificio-Technogym           | 3                                      |
| 3e                                     | Andrea Ferrigato                       | Italie                                 | Roslotto-ZG Mobili                     | 1                                      |
| modifier                               |                                        |                                        |                                        |                                        |

| Côte de Senoy (km 167.5) 3e catégorie | Côte de Senoy (km 167.5) 3e catégorie | Côte de Senoy (km 167.5) 3e catégorie | Côte de Senoy (km 167.5) 3e catégorie | Côte de Senoy (km 167.5) 3e catégorie |
| ------------------------------------- | ------------------------------------- | ------------------------------------- | ------------------------------------- | ------------------------------------- |
|                                       | Coureur                               | Pays                                  | Équipe                                | Point(s)                              |
| 1er                                   | Léon van Bon                          | Pays-Bas                              | Rabobank                              | 10                                    |
| 2e                                    | Richard Virenque                      | France                                | Festina-Lotus                         | 7                                     |
| 3e                                    | Laurent Dufaux                        | Suisse                                | Festina-Lotus                         | 5                                     |
| 4e                                    | Aitor Garmendia                       | Espagne                               | ONCE                                  | 3                                     |
| 5e                                    | Michele Bartoli                       | Italie                                | Mapei-GB                              | 1                                     |
| modifier                              |                                       |                                       |                                       |                                       |

## Classement de l'étape
| \| Classement de l'étape \| Classement de l'étape \| Classement de l'étape \| Classement de l'étape \| Classement de l'étape \| \| Coureur \| Coureur \| Pays \| Équipe \| Temps \| \| --------------------- \| --------------------- \| --------------------- \| --------------------------------- \| --------------------- \| \| 1er \| Michael Boogerd \| Pays-Bas \| Rabobank \| 5 h 05 min 36 s \| \| 2e \| Erik Zabel \| Allemagne \| Deutsche Telekom \| + 1 s \| \| 3e \| Laurent Jalabert \| France \| ONCE \| + 1 s \| \| 4e \| Andreï Tchmil \| Ukraine \| Lotto-Isoglass \| + 1 s \| \| 5e \| Fabio Baldato \| Italie \| MG Boys Maglificio-Technogym \| + 1 s \| \| 6e \| Jesper Skibby \| Danemark \| TVM-Farm Frites \| + 1 s \| \| 7e \| Andrea Tafi \| Italie \| Mapei-GB \| + 1 s \| \| 8e \| Rolf Sørensen \| Danemark \| Rabobank \| + 1 s \| \| 9e \| Paolo Fornaciari \| Italie \| Saeco-Estro-AS Juvenes San Marino \| + 1 s \| \| 10e \| Zbigniew Spruch \| Pologne \| Panaria-Vinavil \| + 1 s \| |                  |           |                                   |                 |
| |                  |           |                                   |                 |
| |                  |           |                                   |                 |
| Classement de l'étape |                  |           |                                   |                 |
| Coureur | Coureur          | Pays      | Équipe                            | Temps           |
| 1er | Michael Boogerd  | Pays-Bas  | Rabobank                          | 5 h 05 min 36 s |
| 2e | Erik Zabel       | Allemagne | Deutsche Telekom                  | + 1 s           |
| 3e | Laurent Jalabert | France    | ONCE                              | + 1 s           |
| 4e | Andreï Tchmil    | Ukraine   | Lotto-Isoglass                    | + 1 s           |
| 5e | Fabio Baldato    | Italie    | MG Boys Maglificio-Technogym      | + 1 s           |
| 6e | Jesper Skibby    | Danemark  | TVM-Farm Frites                   | + 1 s           |
| 7e | Andrea Tafi      | Italie    | Mapei-GB                          | + 1 s           |
| 8e | Rolf Sørensen    | Danemark  | Rabobank                          | + 1 s           |
| 9e | Paolo Fornaciari | Italie    | Saeco-Estro-AS Juvenes San Marino | + 1 s           |
| 10e | Zbigniew Spruch  | Pologne   | Panaria-Vinavil                   | + 1 s           |

## Classement général
| \| Classement général \| Classement général \| Classement général \| Classement général \| Classement général \| \| Coureur \| Coureur \| Pays \| Équipe \| Temps \| \| ------------------ \| ------------------ \| ------------------ \| ---------------------------- \| ------------------ \| \| 1er \| Stéphane Heulot \| France \| Gan \| 34 h 55 min 27 s \| \| 2e \| Mariano Piccoli \| Italie \| Brescialat-Verynet \| + 20 s \| \| 3e \| Alex Zülle \| Suisse \| ONCE \| + 4 min 05 s \| \| 4e \| Laurent Jalabert \| France \| ONCE \| + 4 min 06 s \| \| 5e \| Evgueni Berzin \| Russie \| Gewiss-Playbus \| + 4 min 08 s \| \| 6e \| Abraham Olano \| Espagne \| Mapei-GB \| + 4 min 12 s \| \| 7e \| Bjarne Riis \| Danemark \| Deutsche Telekom \| + 4 min 16 s \| \| 8e \| Miguel Indurain \| Espagne \| Banesto \| + 4 min 17 s \| \| 9e \| Rolf Jaermann \| Suisse \| MG Boys Maglificio-Technogym \| + 4 min 20 s \| \| 10e \| Chris Boardman \| Royaume-Uni \| Gan \| + 4 min 22 s \| |                  |             |                              |                  |
| |                  |             |                              |                  |
| |                  |             |                              |                  |
| Classement général |                  |             |                              |                  |
| Coureur | Coureur          | Pays        | Équipe                       | Temps            |
| 1er | Stéphane Heulot  | France      | Gan                          | 34 h 55 min 27 s |
| 2e | Mariano Piccoli  | Italie      | Brescialat-Verynet           | + 20 s           |
| 3e | Alex Zülle       | Suisse      | ONCE                         | + 4 min 05 s     |
| 4e | Laurent Jalabert | France      | ONCE                         | + 4 min 06 s     |
| 5e | Evgueni Berzin   | Russie      | Gewiss-Playbus               | + 4 min 08 s     |
| 6e | Abraham Olano    | Espagne     | Mapei-GB                     | + 4 min 12 s     |
| 7e | Bjarne Riis      | Danemark    | Deutsche Telekom             | + 4 min 16 s     |
| 8e | Miguel Indurain  | Espagne     | Banesto                      | + 4 min 17 s     |
| 9e | Rolf Jaermann    | Suisse      | MG Boys Maglificio-Technogym | + 4 min 20 s     |
| 10e | Chris Boardman   | Royaume-Uni | Gan                          | + 4 min 22 s     |

## Classements annexes
| Classement par points | Classement par points | Classement par points | Classement par points        | Classement par points |
| Coureur               | Coureur               | Pays                  | Équipe                       | Points                |
| --------------------- | --------------------- | --------------------- | ---------------------------- | --------------------- |
| 1er                   | Frédéric Moncassin    | France                | Gan                          | 164 pts               |
| 2e                    | Erik Zabel            | Allemagne             | Deutsche Telekom             | 148 pts               |
| 3e                    | Jeroen Blijlevens     | Pays-Bas              | TVM-Farm Frites              | 121 pts               |
| 4e                    | Fabio Baldato         | Italie                | MG Boys Maglificio-Technogym | 115 pts               |
| 5e                    | Mario Traversoni      | Italie                | Carrera Jeans                | 111 pts               |

| Classement par points | Classement par points | Classement par points | Classement par points        | Classement par points |
| Coureur               | Coureur               | Pays                  | Équipe                       | Points                |
| --------------------- | --------------------- | --------------------- | ---------------------------- | --------------------- |
| 1er                   | Frédéric Moncassin    | France                | Gan                          | 164 pts               |
| 2e                    | Erik Zabel            | Allemagne             | Deutsche Telekom             | 148 pts               |
| 3e                    | Jeroen Blijlevens     | Pays-Bas              | TVM-Farm Frites              | 121 pts               |
| 4e                    | Fabio Baldato         | Italie                | MG Boys Maglificio-Technogym | 115 pts               |
| 5e                    | Mario Traversoni      | Italie                | Carrera Jeans                | 111 pts               |

| Classement de la montagne | Classement de la montagne | Classement de la montagne | Classement de la montagne    | Classement de la montagne |
| Coureur                   | Coureur                   | Pays                      | Équipe                       | Points                    |
| ------------------------- | ------------------------- | ------------------------- | ---------------------------- | ------------------------- |
| 1er                       | Léon van Bon              | Pays-Bas                  | Rabobank                     | 38 pts                    |
| 2e                        | Marco Saligari            | Italie                    | MG Boys Maglificio-Technogym | 23 pts                    |
| 3e                        | Mariano Piccoli           | Italie                    | Brescialat-Verynet           | 21 pts                    |
| 4e                        | Danny Nelissen            | Pays-Bas                  | Rabobank                     | 21 pts                    |
| 5e                        | Richard Virenque          | France                    | Festina-Lotus                | 21 pts                    |

| Classement de la montagne | Classement de la montagne | Classement de la montagne | Classement de la montagne    | Classement de la montagne |
| Coureur                   | Coureur                   | Pays                      | Équipe                       | Points                    |
| ------------------------- | ------------------------- | ------------------------- | ---------------------------- | ------------------------- |
| 1er                       | Léon van Bon              | Pays-Bas                  | Rabobank                     | 38 pts                    |
| 2e                        | Marco Saligari            | Italie                    | MG Boys Maglificio-Technogym | 23 pts                    |
| 3e                        | Mariano Piccoli           | Italie                    | Brescialat-Verynet           | 21 pts                    |
| 4e                        | Danny Nelissen            | Pays-Bas                  | Rabobank                     | 21 pts                    |
| 5e                        | Richard Virenque          | France                    | Festina-Lotus                | 21 pts                    |

| Classement du meilleur jeune | Classement du meilleur jeune | Classement du meilleur jeune | Classement du meilleur jeune | Classement du meilleur jeune |
| Coureur                      | Coureur                      | Pays                         | Équipe                       | Temps                        |
| ---------------------------- | ---------------------------- | ---------------------------- | ---------------------------- | ---------------------------- |
| 1er                          | Stéphane Heulot              | France                       | Gan                          | 34 h 55 min 27 s             |
| 2e                           | Jan Ullrich                  | Allemagne                    | Deutsche Telekom             | + 4 min 38 s                 |
| 3e                           | Paolo Savoldelli             | Italie                       | Roslotto-ZG Mobili           | + 4 min 45 s                 |
| 4e                           | Michael Boogerd              | Pays-Bas                     | Rabobank                     | + 4 min 59 s                 |
| 5e                           | Christophe Moreau            | France                       | Festina-Lotus                | + 5 min 03 s                 |

| Classement du meilleur jeune | Classement du meilleur jeune | Classement du meilleur jeune | Classement du meilleur jeune | Classement du meilleur jeune |
| Coureur                      | Coureur                      | Pays                         | Équipe                       | Temps                        |
| ---------------------------- | ---------------------------- | ---------------------------- | ---------------------------- | ---------------------------- |
| 1er                          | Stéphane Heulot              | France                       | Gan                          | 34 h 55 min 27 s             |
| 2e                           | Jan Ullrich                  | Allemagne                    | Deutsche Telekom             | + 4 min 38 s                 |
| 3e                           | Paolo Savoldelli             | Italie                       | Roslotto-ZG Mobili           | + 4 min 45 s                 |
| 4e                           | Michael Boogerd              | Pays-Bas                     | Rabobank                     | + 4 min 59 s                 |
| 5e                           | Christophe Moreau            | France                       | Festina-Lotus                | + 5 min 03 s                 |

| Classement par équipes | Classement par équipes       | Classement par équipes | Classement par équipes |
| Équipe                 | Équipe                       | Pays                   | Temps                  |
| ---------------------- | ---------------------------- | ---------------------- | ---------------------- |
| 1re                    | Rabobank                     | Pays-Bas               | 104 h 55 min 25 s      |
| 2e                     | Gan                          | France                 | + 0 s                  |
| 3e                     | MG Boys Maglificio-Technogym | Italie                 | + 48 s                 |
| 4e                     | ONCE                         | Espagne                | + 3 min 47 s           |
| 5e                     | Mapei-GB                     | Italie                 | + 4 min 18 s           |

| Classement par équipes | Classement par équipes       | Classement par équipes | Classement par équipes |
| Équipe                 | Équipe                       | Pays                   | Temps                  |
| ---------------------- | ---------------------------- | ---------------------- | ---------------------- |
| 1re                    | Rabobank                     | Pays-Bas               | 104 h 55 min 25 s      |
| 2e                     | Gan                          | France                 | + 0 s                  |
| 3e                     | MG Boys Maglificio-Technogym | Italie                 | + 48 s                 |
| 4e                     | ONCE                         | Espagne                | + 3 min 47 s           |
| 5e                     | Mapei-GB                     | Italie                 | + 4 min 18 s           |